# PFK Beroe Stara Zagora
PFK Beroe Stara Zagora (bugarski: Професионален Футболен Клуб Берое Стара Загора) je nogometni klub iz Stare Zagore, grada u središtu Bugarske. Osnovan je 6. svibnja 1916. godine pod imenom Vereja. Natječe se u Prvoj bugarskoj ligi, najvišem rangu bugarskog nogometa. U svojoj riznici klub ima jedno prvenstvo, dva kupa i jedan superkup, a drži rekord u osvajanju Balkanskog kupa, osvojio ga je četiri puta.

## Uspjesi
- Bugarska prva nogometna liga (1): 1985./86.

- Nogometni kup Bugarske (2): 2009./10., 2012./13.

- Superkup Bugarske (1): 2013.

- Balkanski kup (4): 1967./68., 1969., 1981./83., 1983./84.

## Vanjske poveznice
- Službene stranice